# Campeonato Mundial de Fabricantes
El Campeonato Mundial de Fabricantes, o Campeonato Mundial de Automóviles, fue una competencia mundial de automovilismo organizada por la AIACR entre 1925 y 1930. Fue disputado por constructores de automóviles principalmente de Francia, Italia, Reino Unido y Estados Unidos a lo largo de sus seis temporadas, de las cuales solamente se concluyeron las primeras tres.
Las temporadas estaban formadas por los Grandes Épreuves de cada año. Alfa Romeo, Bugatti y Delage fueron los fabricantes que se consagraron campeones mundiales.

## Historia

### Inicios

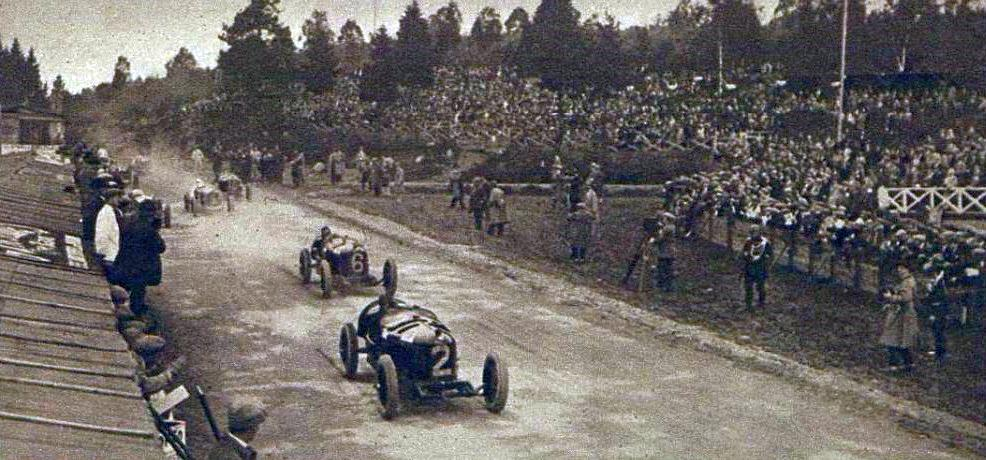
Alfa Romeo liderando con Antonio Ascari y Giuseppe Campari el Gran Premio de Bélgica de 1925.

En la década del 20, la actividad automotriz y el deporte motor vivían un importante crecimiento, y en diferentes disciplinas deportivas se estaban comenzando a organizar campeonatos mundiales. La idea del torneo apareció en 1923, en la reunión de la AIACR (actual FIA) en París. Ese mismo año, se celebró el Gran Premio de Italia con el título honorífico de GP de Europa, donde entregaban un trofeo continental a los ganadores.
En enero de 1925, la AIACR y los auto clubes de Bélgica, Gran Bretaña, Italia, Austria y Estados Unidos se reunieron en París para evaluar la creación del campeonato mundial y su reglamentación. Las principales reglas fueron que el campeonato era de fabricantes y no de pilotos, fórmula de dos litros con motor hasta 2000 cc, carreras de mínimo 800 km y un sistema de puntos donde el campeón era el que menos acumulaba. Se establecieron cuatro competencias para la primera edición, Indianapolis, Bélgica (honorífico de Europa), Francia e Italia, de los cuales los constructores participantes debían elegir un máximo de tres donde competir, siendo el último obligatorio para ser clasificado en el campeonato, además del GP nacional de cada fabricante. También se excluyó a todo competidor de Alemania ya que su auto club no fue admitido por la AIACR.

### Temporadas completas
La primera temporada fue ganada por Alfa Romeo (7 puntos y dos victorias), seguido de Duesenberg (11 puntos y una victoria) y Bugatti (13 puntos y cero victorias). Delage (12 puntos y una victoria) hubiese sido tercero, pero fue excluido al no estar presente en el GP de Italia. En Indianapolis ningún fabricante europeo participó con apoyo oficial y el reglamento tenía diferencias con el del campeonato, mientras que en Bélgica solamente dos fabricantes compitieron y la carrera fue culminada por dos pilotos. En Francia, Antonio Ascari, quien era uno de los principales pilotos de Alfa Romeo, perdió la vida.

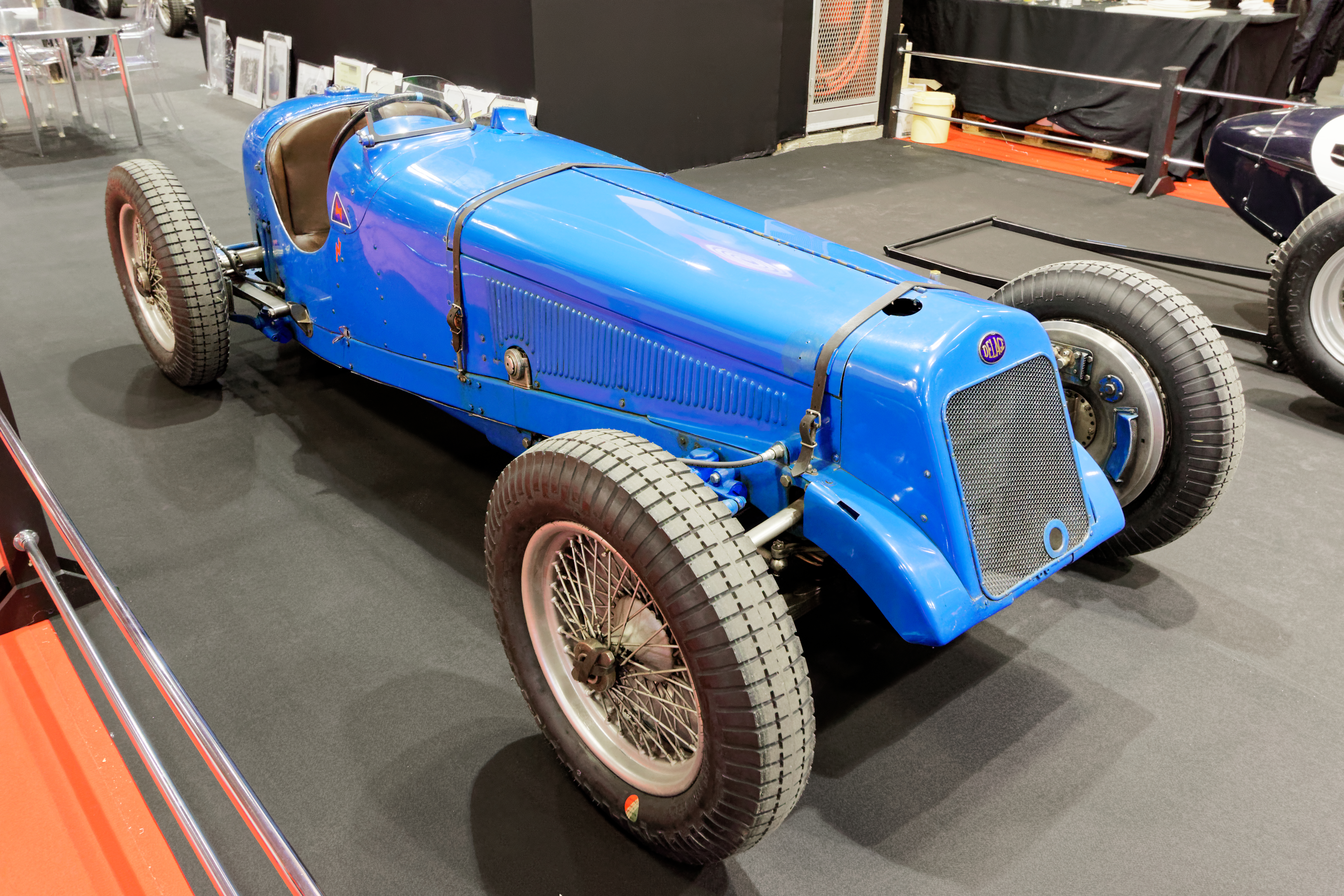
El Delage 15 S8 fue el automóvil con el que la marca francesa logró el título de 1927.

Para 1926, la fórmula de los monoplazas se disminuyó a 1.5 litros y 1500 cc. Cinco carreras integraron el campeonato, siendo tres obligatorias, incluyendo el GP de Italia. San Sebastián (honorífico de Europa) y Gran Bretaña se unían al calendario, mientras que Bélgica era dado de baja. Alfa Romeo no estuvo en ninguna competencia. Bugatti venció en tres ocasiones y Delage y Miller en una, pero solamente el primero fue clasificado para el campeonato, ya que ninguna otra marca participó en los eventos necesarios. Las carreras europeas contaron con un número muy reducido de vehículos, por ejemplo en el GP de Francia, donde iniciaron tres pilotos.
Solamente pequeños cambios se hicieron para la siguiente edición, aunque ese mismo año se establecieron importantes cambios para la temporada 1928. Cinco carreras, las mismas que en 1926, con tres obligatorias incluyendo el de Italia (honorífico de Europa). Ningún constructor europeo corrió las 500 Millas de Indianápolis. El reglamento especificaba 600 km mínimos de recorrido por carrera, pero algunas no lo cumplieron. Delage venció en todas las carreras del continente europeo, y nuevamente el ganador del campeonato fue el único clasificado por ser el único que cumplió en el mínimo de carreras. Miller y Duesenberg hubiesen sido sido segundo y tercero, respectivamente.

### Campeonatos inconclusos y cancelación
Para 1928 se pasó a fórmula libre por la falta de interés de los fabricantes en el reglamento anterior. Siete carreras estaban planeadas, pero solo dos se llevaron a cabo (el reglamento establecía tres mínimas por participante), y el campeonato no fue aprobado por la AIACR. Nuevamente los fabricantes no mostraron interés por las carreras en Europa, pero esta vez muchas fueron directamente canceladas. Solamente Indianapolis e Italia (honorífico de Europa) se celebraron, siendo este último con libre participación para pilotos independientes, lo que causó una parrilla con más de 20 pilotos.
En 1929 las reglas se hicieron más estrictas y toda aquella competencia que no las cumpliera quedaría fuera del campeonato mundial. De esta manera, solamente Francia formó el campeonato, lo que causó que no se validara. Lo mismo sucedió en 1930, donde nuevamente solo una carrera cumplió con el reglamento.
Tras tres campeonatos no finalizados, la AIACR canceló la edición de 1931. Ese año se estrenó el Campeonato Europeo de Pilotos, que tuvo seis temporadas completas hasta el inicio de la Segunda Guerra Mundial en 1939.

## Sistema de puntos
El sistema de puntos otorgaba menor puntuación en los mejores puestos, y el campeonato se definía por menor puntaje. Finalizar en el podio significaba tener 1, 2 o 3 puntos, respectivamente, finalizar en otra posición 4, retirarse 5 y no participar 6.
| Posición | 1.º | 2.º | 3.º | 4.º- | Ret | DNP |
| Puntos   | 1   | 2   | 3   | 4    | 5   | 6   |

## Calendarios
| Año     | 1                          | 2                      | 3                            | 4                           | 5                           |
| ------- | -------------------------- | ---------------------- | ---------------------------- | --------------------------- | --------------------------- |
| 1925    | 500 Millas de Indianápolis | Gran Premio de Bélgica | Gran Premio de Francia       | Gran Premio de Italia       |                             |
| 1926    | 500 Millas de Indianápolis | Gran Premio de Francia | Gran Premio de San Sebastián | Gran Premio de Gran Bretaña | Gran Premio de Italia       |
| 1927    | 500 Millas de Indianápolis | Gran Premio de Francia | Gran Premio de San Sebastián | Gran Premio de Italia       | Gran Premio de Gran Bretaña |
| 1928    | 500 Millas de Indianápolis | Gran Premio de Italia  |                              |                             |                             |
| 1929    | Gran Premio de Francia     |                        |                              |                             |                             |
| 1930    | Gran Premio de Bélgica     |                        |                              |                             |                             |
| Fuente: |                            |                        |                              |                             |                             |

## Campeones
| Año     | Campeón      | Subcampeón   | Tercero      |
| ------- | ------------ | ------------ | ------------ |
| 1925    | Alfa Romeo   | Duesenberg   | Bugatti      |
| 1926    | Bugatti      | -            | -            |
| 1927    | Delage       | -            | -            |
| 1928    | No entregado | No entregado | No entregado |
| 1929    | No entregado | No entregado | No entregado |
| 1930    | No entregado | No entregado | No entregado |
| Fuente: |              |              |              |